# Motipur (Sarlahi)
Motipur (nepalski: मोतीपुर) – gaun wikas samiti w środkowej części Nepalu  w strefie Dźanakpur w dystrykcie Sarlahi. Według nepalskiego spisu powszechnego z 2001 roku liczył on 512 gospodarstw domowych i 3299 mieszkańców (1585 kobiet i 1714 mężczyzn).